# Lista de dicionários por número de palavras
Esta é uma lista de dicionários considerados oficiais ou completos pelo número aproximado de palavras básicas incluídas. Esses números não levam em conta entradas com sentidos para diferentes classes de palavras (como substantivo e adjetivo) e homógrafos. Embora seja possível contar o número de entradas em um dicionário, não é possível contar o número de palavras em um idioma. Ao compilar um dicionário, um lexicógrafo decide se a evidência de uso é suficiente para justificar uma entrada no dicionário. Esta decisão não é o mesmo que determinar se a palavra existe.
O fundo verde significa que um determinado dicionário é o maior em um determinado idioma.
Apresentam-se aqui os 25 maiores, há mais de um para algumas línguas:
| Língua                | Qtde.aprox. palavras | Dicionário | Notas |
| --------------------- | -------------------- | --- | --- |
| Coreano               | 1.100 milhões        | 우리말샘 (Woori Mal Saem, 2017) | Dicionário aberto online incluindo dialetos da Coreia do Sul e do Norte. |
| Português             | 818 mil              | Aulete Digital | Dicionário online incluindo expressões. |
| Finlandês             | 800 mil              | RedFox Pro | Dicionário online. A versão gratuita tem mais de 300 mil palavras em finlandês e a versão Pro tem mais de 800 mil palavras em finlandês. O dicionário aglomerou outros dicionários, como os técnicos, e o maior conjunto vem de Wordnet. Observe que mesmo este dicionário essencialmente não inclui inflexões. |
| curdo                 | 744 mil              | Autoridade do Dicionário de Língua Curda, Dicionário de Unidade de Língua Curda                                                                               | Contém 744.139 palavras-chave de alguns dialetos curdos, mas neste censo, os dialetos curdos, termos e construções em curdo não foram contados, e em todos os dialetos o curdo contém um total de 1,2 milhão de palavras contendo 1,6 milhão de palavras com todas as convenções e frases. Dialetos curdos do sul não examinados em (dialetos curdos de Rojhilat): (Leki, Bayrayi, Fili, Jarossi (Bijari), Kermanshahi, Kulayi, Kerd Ali, Malkshahi, Sanyabi, Kalhori (Kalhuri), Zangana, (Lori), dialetos curdos Bashoori, Dialetos curdos em Rojava, dialetos bacurianos.                                                                                |
| tâmil                 | 743 mil              | Sorkuvai | Dicionário aberto on-line administrado pelo Governo de Tamil Nadu. |
| sueco                 | 600 mil              | Svenska Akademiens ordbok, Academia Sueca | Depois de ter completado as letras A até T SAOB incluiu 470 mil palavras, mas 600 mil palavras quando o alfabeto foi concluído em 2017. Svenska Akademiens ordlista, que inclui apenas palavras comumente usadas, atualmente inclui cerca de 126 mil palavras depois de ter adicionado 13.500 e removido 9 mil em sua última edição, SAOL 14, além de 200 palavras adicionais ainda encontradas em edições anteriores. |
| Islandês              | 560                  | Orðabók Háskólans | 43 mil palavras básicas e 519 mil palavra composta das quais mais da metade são atestadas apenas uma vez ou não são impressas (“combinações instantâneas”) |
| Inglês                | 575,909              | English Wiktionary | Contém 576 mil entradas e 1.028.439 entradas derivadas no total. |
| Coreano               | 511 mil              | Standard Korean Language Dictionary | Contém 511,282 entradas. |
| Italiano              | 500 mil              | Grande Dizionario Hoepli Italiano | O número de formas de palavras "dizíveis e graváveis" é estimado em mais de 2 milhões |
| Japonês               | 500 mil              | Nihon Kokugo Daijiten | [ 16 ] |
| Lituanao              | 500 mil              | Lietuvių kalbos žodynas (Academic Dictionary of Lithuanian)                                                                                                   | 22 mil páginas em 20 volumes com citações de todos os tipos de registros de escrita e dialeto entre 1547 e 2001. Acessível online em www.lkz.lt. |
| Inglesa               | 470 mil              | Webster's Third New International Dictionary and Addenda Section                                                                                              | Contém 470 mil entradas |
| Neerlandês            | 400 mil              | Woordenboek der Nederlandsche Taal | Os 43 volumes do WNT (incluindo três suplementos) consistem em 49.255 páginas, descrevendo palavras holandesas de 1500 a 1976. |
| Chinês                | 378 mil              | Hanyu Da Cidian | A 3ª edição da versão digital contém 18.014 palavras de character simples, 336.706 palavras compostas, 23.383 expressões idiomáticas (Chengyu), 504 mil definições e 861.956 exemplos. |
| Inglês                | 350 mil              | The American Heritage Dictionary of the English Language, Third Edition                                                                                       | Na introdução às 4ª e 5ª edições, é referido que foram acrescentadas mais de 10 mil palavras, pelo que o total para a 5ª edição será superior a 370 mil palavras. |
| Finlandês             | 350 mil              | Suomen murteiden sanakirja em progresso) | Suomen murteiden sanakirja (SMS) incluirá 350 mil palavras de diferentes dialetos, com definições bem documentadas, com base nos arquivos (Suomen murteiden sana-arkisto) de 400 mil palavras, com mais de 8 milhões de definições. |
| Persa                 | 343 mil              | Dehkhoda Dictionary, 1998, ISBN 9789640396025 | A série original consistia inicialmente em 3 milhões de registros (فیش fish ou برگه bargeh em persa) (até 100 registros para cada palavra ou nome próprio) até a morte de Dehkhoda em novembro de 1955, e atualmente contém 343,5 mil entradas que, de acordo com o último lançamento digital de o dicionário da Tehran University Press (versão 3.0) são baseados em uma biblioteca cada vez maior de mais de 2300 volumes em lexicologia e vários outros campos científicos. |
| Norueguês             | 330 mil              | Norsk Ordbok | O dicionário finalizado tem cerca de 330 mil palavras-chave, enquanto o corpus em que é construído contém cerca de 500 mil palavras no total. |
| Alemão                | 330 mil              | Deutsches Wörterbuch | 330 mil palavras em uso desde meados do século XV. |
| Turco                 | 316 mil              | Ötüken Türkçe Sözlük | Moderno Dicionário Turco e Turco Otomano, inclui 316 mil entradas. |
| Neerlandês            | 300 mil              | Etymologisch woordenboek van het Nederlands | [ 30 ] |
| Norueguês             | 300 mil              | Tanums store rettskrivningsordbok (10. utgave) | Um dicionário de ortografia. |
| Guzerate              | 281 mil              | Bhagavadgomandal | 281 mil palavras lakh e seus significados em 9 volumes. Também serve como uma enciclopédia com quase 8,22 palavras lakh. |
| Urdu                  | 264 mil              | Urdu Lughat | [ 33 ] |
| Ucraniano             | 253 mil              | Великий орфографічний словник сучасної української лексики | Um dicionário de ortografia. Contém 253.000 entradas (253.000 palavras). |
| Tcheco                | 250 mil              | Příruční slovník jazyka českého [cz] | Nove volumes deste dicionário foram impressos nos anos de 1935-1957. Eles contêm cerca de 250 mil palavras, seus significados e exemplos de uso da literatura. O dicionário está disponível online. |
| Russo                 | 250 mil              | Dicionário explicativo da grande língua russa viva (Tолковый словарь живого великорусского языка                                                              | A 3ª edição de Jan Baudouin de Courtenay contém cerca de 250 mil entradas (220 mil palavras e 30 mil provérbios) |
| Servo-Croata          | 241 mil              | Dicionário de língua literária e vernácula servo-croata | Este dicionário está incompleto. Até agora, 20 volumes dos 40 planejados foram publicados. Esses 20 volumes contêm 241 mil palavras. Quando concluído, este Dicionário terá cerca de 500 mil palavras-chave. |
| Português             | 228 mil              | Dicionário Houaiss da Língua Portuguesa | 228 mil entradas e 382 mil significado. |
| Bielorrussa           | 223 mil              | Большой словарь белорусского языка | [ 42 ] |
| Inglês                | 207 mil              | WordNet, 3.1. | A última versão online do WordNet é 3.1. O banco de dados contém 155 mil palavras organizadas em 175 mil synsets para um total de 20.716 pares de sentido de palavra. |
| Finlandês             | 201 mil              | Nykysuomen sanakirja, 1961 | Nykysuomen sanakirja pode ser traduzido para O Dicionário do Finlandês Moderno ou O Dicionário do Finlandês Contemporâneo, mas o idioma pode ser bastante datado; o dicionário apenas reflete o idioma como era o mais tardar em 1961. Embora tenha sido publicado novamente, não foi atualizado. O dicionário contém mais de 201 mil palavras-chave em seis volumes. Para a linguagem moderna, O Novo Dicionário do Finlandês Moderno é mais relevante. |
| Alemão                | 200 mil              | Großes Wörterbuch der deutschen Sprache | Dicionário Duden com mais de r 200 mil palavras contemporâneas. |
| Norueguês (bokmål)    | 200 mil              | Det Norske Akademis ordbok | O Norwegian Academy Dictionary contém mais de 200 mil entradas e mais de 300 mil citações literárias. Além disso, contém expressões e pronúncia fixas. O dicionário é gratuito e editado diariamente. |
| Dinamarquês           | 200 mil              | Ordbog over det danske Sprog | Dicionário mantido pela Sociedade de Língua e Literatura Dinamarquesa - et Danske Spro- og Litteraturselskab. Abrange o uso da língua dinamarquesa 1700–1950. A sociedade também mantem um dicionário irmão, Den Danske Ordbog [da] cobrindo o uso da língua desde 1950. |
| Eslovaca              | 200 mil              | Slovník slovenského jazyka z r. 1959 – 1968, Slovník súčasného slovenského jazyka A – G, H – L, M – N z r. 2006, 2011, 2015                                   | Aqui estão as informações sobre o número de palavras em eslovaco escritas por Jazykovedný ústav Ľ. Štúra SAV. |
| Tibetano Clássico     | 196 mil              | :hi:विक्षनरी -Rangjung Yeshe Dharma Dictionary | Considerando o grande número de terminologia budista, expressões coloquiais e neologismos tibetanos literários modernos não incluídos neste dicionário, o número total real é provavelmente cerca de duas vezes o número de termos incluídos neste site (195.919), talvez 375-400 mil palavras tibetanas no total. |
| Hindi                 | 183 mil              | hi:विक्षनरी - Hindi Wiktionary | Um dicionário gratuito que dá a todos o direito de editar. |
| Romeno                | 180 mil              | dexonline | 180 mil palavras únicas e 576 mil definições. |
| Inglês                | 171 mil              | Oxford English Dictionary, 2ª edição | O Oxford Dictionary tem 273 mil palavras-chave 171.500 delas estão em uso corrente, sendo 47 mil palavras obsoletas e cerca de 90 mil palavras derivadas incluídas como subentradas. O dicionário contém 157 mil combinações e derivados em negrito] e 169 milfrases e combinações em negrito itálico, perfazendo um total de mais de 600 mil formas de palavras. tem 273 mil headword]; 171.500 delas estão em uso, sendo 47 mil palavras obsoletas e cerca de 9,0 palavras derivadas derivadas como subentradas. O dicionário contém 157 mil palavras e contém em negrito 19 mil formas, num total de mais de 160 mil palavras de mais de um dicionário. |
| Casaque               | 166 mil              | 15 томдық "Қазақ тілінің түсіндірме сөздігі" | Dicionário explicativo da língua cazaque |
| Bielorrusso           | 150 mil              | Слоўнік беларускай мовы | [ 55 ] |
| Islandês              | 150 mil              | Orðabók Blöndals | O dicionário contém 150 mil palavras-chave em 17 volumes. |
| Russo                 | 150 mil              | Большой академический словарь русского языка | Grande Academia - Dicionário de língua russa |
| Alemão-Suíço          | 150 mil              | Schweizerisches Idiotikon | O dicionário contém 150 mil termos-chave e frases |
| Alemão                | 148 mil              | Duden – Die deutsche Rechtschreibung | O dicionário mais influente da Alemanha, um dicionário de ortografia. |
| Polonês               | 140 mil              | Wielki słownik ortograficzny PWN | O grande dicionário de ortografia PWN contém novas palavras, nomes próprios e as últimas alterações ortográficas. |
| Francês               | 135 mil              | Trésor de la Langue Française informatisé | ATILF (Analyse et Traitement Informatique de la Langue Française – Computer Processing and Analysis of the French Language) 135 mil (Larousse Dictionnaire de français, published by Editions Larousse) |
| Ucraniano             | 13458                | Словник української мови (O dicionário da língua ucraniana)                                                                                                   | O dicionário foi concluído no final dos anos 1970 - início dos anos 1980 |
| Neerlandês            | 134 mil              | Woordenlijst Nederlandse Taal (Het Groene Boekje) | [ 66 ] |
| Russo                 | 130 mil              | Большой толковый словарь русского языка | Grande dicionário de língua russa |
| Suecoh                | 130 mil              | Rikstermbanken | banco de termos nacionais da Suécia. |
| Indonésio             | 12736                | Great Dictionary of the Indonesian Language Kamus Besar Bahasa Indonesia, 5ª edição, 2016                                                                     | |
| Sueco                 | 126 mil              | Svenska Akademiens ordlista (SAOL) | Dicionário de ortografia normativo da língua sueca, inclui cerca de 120 mil palavras-chave. |
| Armênio Oriental      | 125 mil              | Ժամանակակից հայոց լեզվի բացատրական բառարան | Žamanakakic’ hayoc’ lezvi bac’atrakan baṙaran |
| Tâmil                 | 124.400              | University of Madras - Tamil Lexicon dictionary | The dictionary includes 124.400 separate entries. |
| Malaio                | 120 mil              | Kamus Dewan Perdana, 1st Edition, 2020 | |
| Árabe                 | 120 mil              | Tāj al-ʿArūs Min Jawāhir al-Qāmūs | O dicionário inclui 120 mil palavras preenchendo 40 volumes, em que uma entrada compreende dezenas de palavras. |
| Frisio                | 120 mil              | Het Wurdboek fan de Fryske taal | Dictionary of New Frisian (Nieuwfries) from 1800 to 1975 |
| Sueco da Finlândia    | 120 mil              | Ordbok över Finlands svenska folkmål (em progresso) | O dicionário inclui cerca de 120 mil palavras-chave. |
| Búlgaro               | 119 mil              | Dictionary of the Bulgarian Language (monolingual academic explanatory dictionary)] (Многотомен) Речник на българския език 15+ volumes]                       | Este dicionário abrange o vocabulário dos últimos 150 anos de búlgaro e é compilado e editado por linguistas (principalmente lexicógrafos e lexicologistas nativos) do Instituto para a Língua Búlgara (parte da Academia Búlgara de Ciências). Inclui palavras búlgaras básicas, comumente usadas, literárias, coloquiais, dialéticas, arcaicas e obsoletas, bem como algumas terminologias especializadas. O último volume (15º) publicado em 2015 termina com a palavra-chaves começando com a letra (cirílico búlgaro) Er (Cyrillic) Р. |
| Francês               | 116 mil              | Le Dictionnaire universel francophone (DUF) | Hachette |
| Turco                 | 114.800              | Güncel Türkçe Sözlük | Dicionário online da Associação de Língua Turca |
| Bielorrusso           | 112.500              | Skarnik | O dicionário online bielorrusso-russo contém 112.400 palavras. |
| Esloveno              | 110 mil              | Slovar slovenskega knjižnega jezika, 2ª edição, 2014 | O dicionário oficial do esloveno moderno é Slovar slovenskega knjižnega jezika (SSKJ; Dicionário Esloveno Padrão). Foi publicado em cinco volumes por Državna Založba Slovenije entre 1970 e 1991 e contém mais de 100 mil entriadas e subentradas com acentuação, rótulos de parte do discurso, colocações comuns e vários qualificadores. Na década de 1990, uma versão eletrônica do dicionário foi publicada e está disponível online. |
| Finlandês             | 102 mil              | O novo dicionário de finlandês moderno -Kielitoimiston sanakirja, 2018                                                                                        | Dicionário online. O Institute for the Languages of Finland (instituto governamental) selecionou o vocabulário principal e muitas palavras-chave não estão incluídas. |
| Africâner             | 100 mil              | Handwoordeboek van die Afrikaanse Taal (HAT), 2015 | Nova 6ª edição contém 3228 novas palavras-chave e 5365 significados. |
| Francês               | 100 mil              | Le Grand Robert, 2019 | Contém 100 mil palavras e 350 mil definições. |
| Alemão                | 100 mil              | Österreichisches Wörterbuch, 2018 | Dicionário oficial da língua alemã na República da Áustria. |
| Poonês                | 100 mil              | Słownik języka polskiego PWN | Dicionário polonês de PWN contém cerca de 100 mil artigos e 145 mil definições. |
| Russo                 | 100 mil              | Орфографический словарь русского языка | Dicionário normativo russo, o dicionário inclui cerca de 100 mil palavras. |
| Turco                 | 100 mil              | Misalli Büyük Türkçe Sözlük | Dicionário histórico turco moderno e turco otomano, inclui 100 mil entradas, 35 milidioms based on 1000 literary works by 400 writers |
| Espanhol              | 93 mil               | Diccionario de la lengua española de la Real Academia Española, 23rd edition, 2014                                                                            | [ 95 ] |
| Soranî                | 92 mil               | Contém 92 palavras-chave de Dialeto Sorani. | |
| Espanhol              | 90 mil               | Diccionario de uso del españo, 2007 | Contém 90 mil palavras-chave e 190 mil significados. |
| Neerlandês            | 90 mil               | Van Dale, 14th edition, 2005 | [ 97 ] |
| Catalão               | 88.500               | Gran Diccionari de la llengua catalana (Great Dictionary of the Catalan language, includes the definitions in the The IEC Dictionary of the Catalan Language) | Contém 88.500 palavras e 172 mil definições. |
| Chinês                | 85.568               | Chinês | O maior dicionário de caracteres cobrindo todas as variedades de chinês, uma compilação de caracteres chineses em uso por mais de três milênios de história escrita. |
| Árabe                 | 83 mil               | المعجم المعاصر2019 | A primeira versão (2019) contém aproximadamente 83 mil entradas. |
| Árabe                 | 80 mil               | Lisan Al-Arab | O dicionário inclui cerca de 80 mil entradas. |
| Francesa              | 80 mil               | Dictionnaire de la langue française | Four-volume dictionary da língua francesa por Émile Littré |
| Uzbeque               | 80 mil               | Oʻzbek tilining izohli lugʻati (Dicionário anotado da língua uzbeque)                                                                                         | O maior dicionário de língua uzbeque, composto por cinco volumes e incluindo cerca de 80 mil verbetes. |
| Neerlandês Médio      | 75 mil               | Het Middelnederlandsch Woordenboek [nl] | Dicionário histórico do holandês médio: 1250-1550 |
| Romena                | 67 mil               | Dicționarul explicativ al limbii române | Dicionário explicativo |
| Sueco                 | 65 mil               | Svensk ordbok utgiven av Svenska Akademien (Svensk ordbok, SO)                                                                                                | The dictionary includes around 65 milheadwords. |
| Sueco                 | 64 mil               | Ordbok öfver svenska språket (Dalin Ordbok) | O dicionário inclui cerca de 64 mil palavras-chave. |
| Árabe                 | 60 mil               | Língua Fairuzabadi (Al-Qamus al-Muhit wa al-Qabus al-Wasit)                                                                                                   | O dicionário inclui cerca de 60 mil entradas. |
| Neerlandês            | 60 mil               | Groot Woordenboek Afrikaans en Nederlands | Dicionário Neerlandês – Africâner |
| Tamazight             | 65.800               | Amawal Ameqran, Abdelhafed Idres. 2017 | |
| Turca                 | 60 mil               | Osmanlıca-Türkçe Ansiklopedik Lûgat | Dicionário turco otomano, inclui 60 mil entradas. |
| Galega                | 60 mil               | Dicionario da Real Academia Galega | [ 118 ] |
| Armênia Ocidental     | 56 mil               | Հայոց լեզուի նոր բառարան | Hayoc’ lezowi nor baṙaran |
| Tártara               | 56 mil               | Татарско-русский словарь Ш.Н. Асылгараева, Ф.А. Ганиева, М.З. Закиева, К.М. Миннуллина, Д.Б. Рамазанова                                                       | Dicionário tártaro-russo de Sh.N. Asylgaraev, F.A. Ganiev, M.Z. Zakiyev, K.M. Minnullin, D.B. Ramazanova |
| Francês               | 55 mil               | Dictionnaire de l’Académie française | Dicionário normativo francês, after finish it will contain 55 milwords |
| Neerlandês            | 52 mil               | Lista de palavras da língua holandesa - Woordenlijst Nederlandse Taal                                                                                         | Dicionário holandês normativo, o dicionário inclui cerca de 52 mil entradas e cerca de 134 mil palavras derivadas. |
| Neerlandês            | 50 mil               | Het Groene woordenboek - Handwoordenboek Nederlands | [ 124 ] |
| Turcomena             | 50 mil               | Türkmen diliniň düşündirişli sözlügi | Dicionário explicativo turcomano |
| Azeri                 | 44.800               | Azərbaycan dilinin izahlı lüğəti | Dicionário explicativo Azeri |
| Siríaca               | 43 mil               | Dicionário Sureth | Publicado pela Association Assyrophile de France, apresenta palavras Assírio Neo-aramaico, e Caldeu Neo-aramaico palavras de todos os dialetos. |
| Tailandês             | 40.800               | พจนานุกรม ฉบับราชบัณฑิตยสถาน พ.ศ. ๒๕๕๔ | |
| Árabe                 | 40 mil               | Ismail ibn Hammad al-Jawhar (Taj al-Lugha wa Sihah al-Arabiyya)                                                                                               | The dictionary includes around 40 mil entries. |
| Basquir               | 40 mil               | Башкирско-русский словарь Ураксин З.Г. | Dicionário Bashkir-Russo Uraksin Z. G. |
| Tchuvache             | 40 mil               | Чувашско-русский словарь Скворцова М. И. | Dicionário Chuvash-Russo Skvortsova M. I. |
| Dargwa                | 40 mil               | Даргинско-русский словарь Юсупова Х. А. | c |
| Bokmål/Riksmål        | 40 mil               | Riksmålsordlisten | Dicionário normativo da língua norueguesa não oficial – em escrita chamada Riksmå]. |
| Latim classico        | 39.500               | Dicionário Oxford Latin | Inclui 39.500 entradas em latim clássico, incluindo empréstimos do grego, gaulês, outros dialetos itálicos, sânscrito e outros. São cerca de: 10 miladjetivos, 2.123 advérbios, 46 conjunções, 77 interjeições, 17.400 substantivos, 26 partículas, 39 preposições, 17 pronomes e 5.986 verbos. As entradas restantes são referências a outras entradas (como grafias alternativas ou versões arcaicas), prefixos, sufixos e termos não traduzidos pelos editores originais. |
| Avar                  | 36 mil               | Аварско-русский словарь Гимбатова. М. М. | Dicionário avar-russo de M. M. Gimbatov |
| Vêneta                | 36 mil               | Dizionario della lingua veneta | Dicionário de língua venetiana of Gianfranco Cavallin |
| Turco                 | 32 mil               | Nişanyan Sözlük | Dicionário etimológico turco, inclui 3221 entradas. |
| Lezgiu                | 28 mil               | Лезгинско-русский словарь: Б. Б Талибов, М. М. Гаджиев | Dicionário Lezgi-Russo: B. B Talibov, M. M. Gadzhiev |
| Neerlandês Médio      | 25 mil               | Het Vroegmiddelnederlands Woordenboek | 1200-1300 |
| Sueco Antigo          | 22.900               | Ordbok över svenska medeltidsspråket | O dicionário inclui cerca de 22.900 palavras-chave em 3 volumes and with supplement in 2 volumes (21.500 headwords) the dictionary includes 44.400 headwords. |
| Checheno              | 20 mil               | Чеченско-русский словарь. Алироев, И.А.; Хамидова, З.Х.; Алексеев, М.Е.                                                                                       | Dicionário checheno-russo. I.A Aliroev., Z.Kh. Khamidova.,M.E. Alekseev., |
| Cabardiano            | 20 mil               | Кабардинско-русский словарь. М. Л. Апажев, Н. А. Багов | Dicionário Kabardiano-Russo. M. L. Apazhev, N. A. Bagov |
| Quíchua               | 20 mil               | Diccionario Quechua-Español Lira Jorge | Dicionário quíchua-espanhol Lira Jorge |
| Sueco                 | 20 mil               | Svensk etymologisk ordbok | Este dicionário inclui cerca de 20 mil palavras. |
| Esperanto             | 16.800               | Plena Ilustrita Vortaro de Esperanto (Complete Illustrated Dictionary of Esperanto)                                                                           | 46.900 unidades lexicais |
| Inguche               | 11 mil               | Ингушско-русский словарь. М. С. Мургустов. | Dicionário Inguche-Russo de M.S. Murgustov. |
| Russo                 | 10 mil               | Словарь ударений русского языка | Dicionário normativo de Tonicidades |
| Neerlandês Antigo     | 9 mil                | Het Oudnederlands Woordenboek | [ 141 ] |
| Flamengo (neerlandês) | 1 mil                | Het Gele Boekje | [ 156 ] |
| Toki Pona             | 120                  | Toki Pona: A linguagem do bem | Alguns falantes adicionaram até 5 outras palavras, perfazendo o total não oficial de 125 palavras. Esta é a menor linguagem já criada. |